# جون كونينغهام وود
جون كونينغهام وود (بالإنجليزية: John Cunningham Wood)‏ هو اقتصادي أسترالي، ولد في 1952.